# تيكودار (ادا مومن)
تيكودار هو دُوَّار يقع بجماعة إدا أو مومن، إقليم تارودانت، جهة سوس ماسة في المملكة المغربية. ينتمي الدوّار لمشيخة ادا مومن التي تضم 23 دوار. يقدر عدد سكانه بـ 246 نسمة حسب الإحصاء الرسمي للسكان والسكنى لسنة 2004.

## روابط خارجية
- البوابة الوطنية للجماعات الترابية نسخة محفوظة 12 مارس 2018 على موقع واي باك مشين.
- المندوبية السامية للتخطيط